# 2015. májusi amerikai rajtaütés Szíriában
2015. május 15-én az amerikai Speciális Erők Egyesített Parancsnokságának a Delta Force-hoz tartozó Irakban állomásozó műveleti felelősei támadást indítottak a szíriai Armban, hogy elfogják az ISIL egyik vezető parancsnokát, Abu Szajjafot. A hadművelet végén megölték a vezetőt. Feleségét, Umm Szajjafot elfogták, az amerikai hadsereg iraki bázisára szállították. Eközben egy rabszolgának tartott jezidi nőt kiszabadítottak. A rajtaütésben két amerikai tisztviselő szerint még vagy egy tucatnyi ISIL-katona meghalt. Az Emberi Jogok Szíriai Megfigyelői (SOHR) szerint az amerikai légicsapásokban az ISIL további 19 katonája halt meg. Az egyik amerikai tisztviselő arról számolt be, hogy az ISIL harcosai rálőttek az amerikai repülőgépekre, és a rajtaütés során kézitusát is vívtak. A rajtaütés lebonyolításában Sikorsky UH-60 Black Hawk helikoptereket és Bell Boeing V-22 Osprey döntött rotorú repülőgép segített.